# グッドヒュー郡 (ミネソタ州)
グッドヒュー郡（英: Goodhue County）は、アメリカ合衆国ミネソタ州の郡である。人口は4万7582人（2020年）。郡庁所在地はレッドウィングであり、同郡で人口最大の都市である。プレーリーアイランド・インディアン・コミュニティのほぼ全てが郡内に入っている。

## 歴史
グッドヒュー郡は、1853年3月5日にワバシャ郡から分離して設立された。郡域は1854年に定義され、1855年にもさらに細かく決められた。
ミネソタ州では最初の高等教育機関であるハムリン大学は、元々レッドウィング市にあった。1854年に開学されたが、南北戦争の時に入学者が少なかったので閉鎖された。ハムリン大学は1869年にセントポール市で再度開校された。
19世紀半ば、グッドヒュー郡はコムギの生産量が多く、国内最大の生産量となった年もあった。郡内の多くの製粉所で曳いたコムギをミシシッピ川から運び出した。
1880年代に郡内の製粉所のうち2か所が火事で焼け、州内を通る鉄道が開通して近隣の郡でもコムギをミネアポリスの製粉所に送るようになり、20世紀への変わり目にはコムギ交易における郡の重要性が減退した。
州内では最初の市民プールが郡内に造られた。
1960年10月、ドワイト・D・アイゼンハワー大統領が、橋の開通式のためにグッドヒュー郡を訪れた。そのハイアワサ橋は、1895年以降ミシシッピ川に架かっていたオールドハイ橋に代わるものだった。この訪問時には2万人の観衆を集めた。アイゼンハワーはこの訪問が翌月に控えた選挙に役立ち、リチャード・ニクソン候補にミネソタ州民の票を集めてくれることを期待していた。しかし、ミネソタ州の開票結果はジョン・F・ケネディに勝たせ、次期大統領に進ませることになった。

## 地理
アメリカ合衆国国勢調査局に拠れば、郡域全面積は780.44平方マイル (2,021.3 km2)であり、このうち陸地758.27平方マイル (1,963.9 km2)、水域は22.17平方マイル (57.4 km2)で水域率は2.84%である。

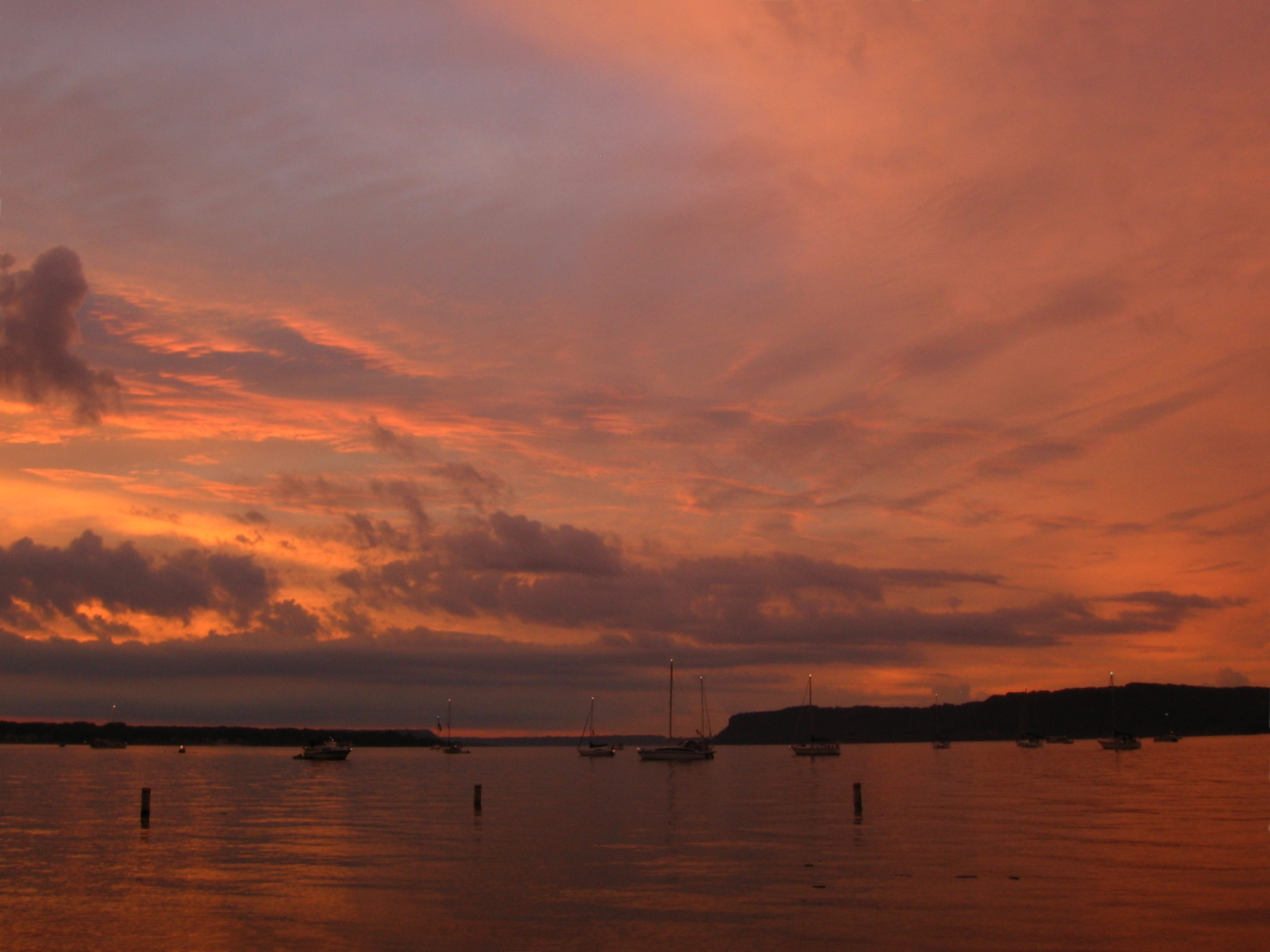
ペピン湖

### 湖
グッドヒュー郡には16の湖があり、そのうち1つは隣接するダコタ郡にも一部が入っている。

### 主要高規格道路
| - アメリカ国道52号線 - アメリカ国道61号線 - ミネソタ州道19号線 - ミネソタ州道20号線 - ミネソタ州道56号線 - ミネソタ州道57号線 | - ミネソタ州道58号線 - ミネソタ州道60号線 - ミネソタ州道246号線 - ミネソタ州道292号線 - ミネソタ州道316号線 |

### 隣接する郡
- ピアース郡 (ウィスコンシン州) - 北東
- ペピン郡 (ウィスコンシン州) - 北東
- ワバシャ郡 - 東、南東
- オルムステッド郡 - 南東
- ドッジ郡 - 南西
- ライス郡 - 西
- ダコタ郡 - 北西

## 人口動態

2000人口ピラミッド

以下は2000年国勢調査による人口統計データである。
| 基礎データ - 人口: 44,127人 - 世帯数: 16,983 世帯 - 家族数: 11,905 家族 - 人口密度: 22人/km2（58人/mi2） - 住居数: 17,879軒 - 住居密度: 9軒/km2（24軒/mi2） 人種別人口構成 - 白人: 96.57% - アフリカン・アメリカン: 0.63% - ネイティブ・アメリカン: 0.98% - アジア人: 0.57% - 太平洋諸島系: 0.03% - その他の人種: 0.53% - 混血: 0.69% - ヒスパニック・ラテン系: 1.07% 先祖による構成 - ドイツ系：39.1% - ノルウェー系：22.0% - スウェーデン系：7.9% - アイルランド系：6.8% 年齢別人口構成 - 18歳未満: 26.5% - 18-24歳: 7.4% - 25-44歳: 27.9% - 45-64歳: 23.2% - 65歳以上: 15.0% - 年齢の中央値: 38歳 - 性比（女性100人あたり男性の人口） - 総人口: 98.1 - 18歳以上: 95.4 | 世帯と家族（対世帯数） - 18歳未満の子供がいる: 33.8% - 結婚・同居している夫婦: 59.2% - 未婚・離婚・死別女性が世帯主: 7.2% - 非家族世帯: 29.9% - 単身世帯: 25.2% - 65歳以上の老人1人暮らし: 11.5% - 平均構成人数 - 世帯: 2.53人 - 家族: 3.04人 収入と家計 - 収入の中央値 - 世帯: 46,9726米ドル - 家族: 55,689米ドル - 性別 - 男性: 36,2826米ドル - 女性: 25,442米ドル - 人口1人あたり収入: 21,934米ドル - 貧困線以下 - 対人口: 5.7% - 対家族数: 3.7% - 18歳未満: 6.2% - 65歳以上: 8.6% |

## 都市と郡区
| 都市 | 郡区 | 郡区 | 未編入の町                                                                                         | ゴーストタウン        |
| --- | --- | --- | -------------------------------------------------------------------------------------------------- | --------------------- |
| - レッドウィング - 郡庁所在地 - ベルチェスター† - キャノンフォールズ - デニソン‡ - グッドヒュー - ケニオン - レイクシティ † - パインアイランド ‡ - ワナミンゴ - ザンブロータ | - ベルクリーク - ベルビデア - キャノンフォールズ - フェザーストーン - フローレンス - グッドヒュー - ヘイクリーク - ホールデン - ケニオン - レオン | - ミネオラ - パインアイランド - ロスコー - スタントン - ベイザ - ワクータ - ワナミンゴ - ウォーソー - ウェルチ - ザンブロータ | - ベルビデアミルズ - エッグルストン - フロンテナック - ヘイダー - ライアン - スタントン - ワステド | - ソーテン/ベルビデア |

- † これらの都市はワバシャ郡にも跨っている
- ‡ デニソン市の小部分がライス郡に、パインアイランド市の小部分がオルムステッド郡にも入っている